# تورنا، منگن
تورنا، منگن (به لاتین: Turna, Mengen) یک منطقهٔ مسکونی در ترکیه است که در Mengen واقع شده‌است.

## خصوصیات
تورنا ۴۱ نفر جمعیت دارد.